# Чернов, Александр Александрович (геолог)
Алекса́ндр Алекса́ндрович Черно́в (11 [23] июля 1877, Соликамск, Российская империя — 23 января 1963, Сыктывкар, Коми АССР) — российский и советский учёный-геолог и палеонтолог. Герой Социалистического Труда (1957), заслуженный деятель науки РСФСР (1946).

## Биография
Родился 11 (23) июля 1877 года в Соликамске Пермской губернии в семье потомственного горного инженера А. Н. Чернова, управляющего Соликамским солеваренным заводом Дубровиных.
В 1896 году с серебряной медалью окончил Пермскую губернскую классическую гимназию, в 1903 году — физико-математический факультет Московского университета с дипломом 1-й степени. На младших курсах специализировался по географии у Д. Н. Анучина, с 3-го курса — по геологии у А. П. Павлова. Был оставлен при университете для подготовки к профессорскому званию; в 1906 году защитил диссертацию на степень магистра геологии.
В 1907—1909 годах принимал участие в монголо-сычуаньской экспедиции П. К. Козлова.
В 1909 году начал преподавать в Московском университете и Московском археологическом институте, с 1910 года — и на Московских высших женских курсах. В 1911 году оставил университет в связи с делом Кассо. С 1917 года — профессор кафедры геологии Московского университета, а также профессор и заведующий кафедрой геологии Высших женских курсов (с 1918 г. — 2-й МГУ).
В период 1921—1930 гг. работал в Северной научно-промысловой экспедиции (позднее — Арктический институт), не оставляя преподавательской деятельности до 1934 года. С 1935 года работал в учреждениях Академии наук СССР: сначала был старшим специалистом Бюро по изучению Севера Полярной комиссии АН СССР, которое в 1936 году было преобразовано в Северную базу АН СССР. За геологические работы по изучению Северного Урала в 1936 году А. А. Чернову без защиты диссертации была присуждена степень доктора геологических наук и он был назначен заведующим геологическим сектором Северной базы в Сыктывкаре — в 1949 году эта организация была преобразована в Коми филиал АН СССР, где Чернов проработал до последнего дня жизни: сначала заведовал геологическим отделом, затем — отделом четвертичной геологии, а в последние годы — палеонтологическим отделом.
В 1958 году был создан Институт геологии.
Опубликовал более 140 научных работ, в основном они были посвящены изучению геологии и полезных ископаемых Среднего и Северного Урала, Пай-Хоя (Полярного Урала), Печорского края. Собранный им палеонтологический материал послужил основой для стратиграфии палеозоя западных склонов Северного Урала и Пай-Хоя. В ранних работах он исследовал геологию Прикамья: «Очерк геологического строения окрестностей Соликамска» (1888), «К вопросу об условиях залегания прикамской соленосной толщи» (1908) и другие. Он теоретически обосновал существование Печорского угольного бассейна.
Состоял членом ряда научных обществ.[уточнить]
Скончался 23 января 1963 года в городе Сыктывкаре.

## Семья
Жёны:
1. Магнушевская, Евгения Петровна ([уточнить]—1932)[4], дочь Ольга и сын Георгий.
2. Шульга-Нестеренко, Мария Ивановна (1891—1964)[5].

## Награды и звания
- 1909 — большая серебряная медаль Общества любителей естествознания, антропологии и этнографии
- 1909 — премия им. Н. М. Пржевальского
- 1943 — Орден Трудового Красного Знамени
- 1944 — Заслуженный деятель науки Коми АССР
- 1945 — Орден Красной Звезды
- 1946 — Заслуженный деятель науки РСФСР
- 1952 — Золотая медаль имени А. П. Карпинского
- 1953 — Орден Ленина
- 1957 — Герой Социалистического Труда
- 1957 — Орден Ленина

был членом Президиума Верховного Совета Коми АССР (1955—1960), депутатом городского совета Сыктывкара (1949—1955).

## Память
В честь А. А. Чернова были названы:

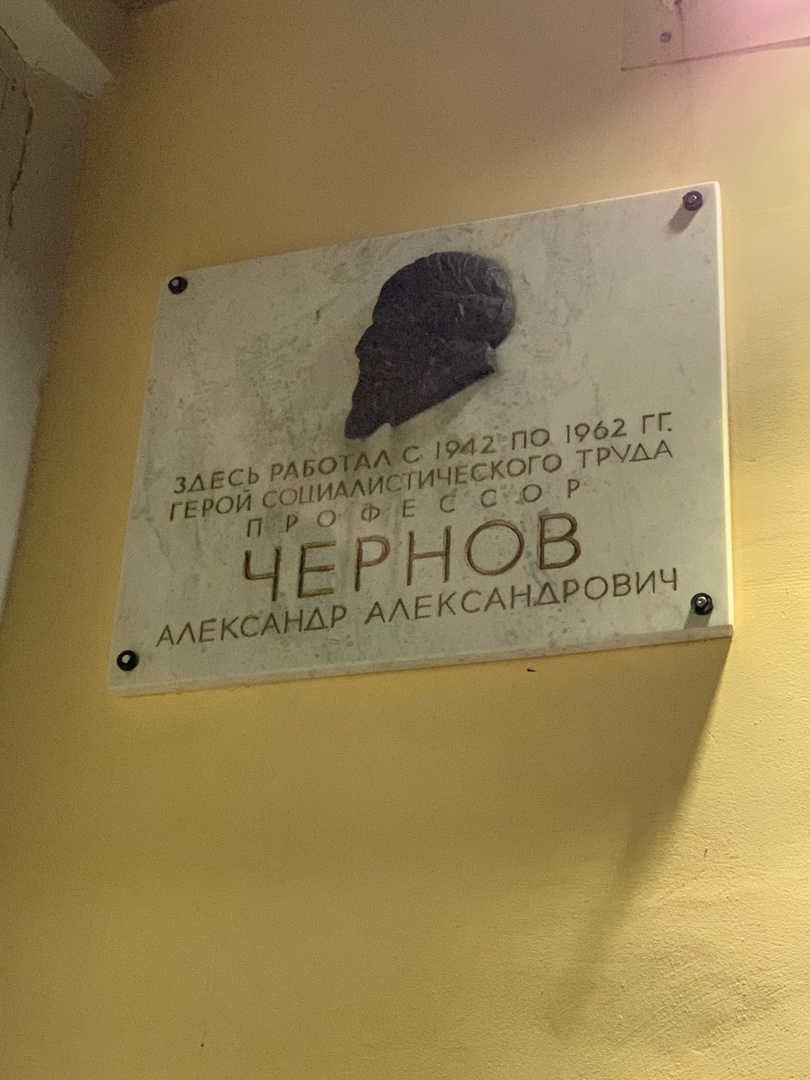
Мемориальная доска Александру Александровичу Чернову на фасаде здания Коми научного центра УрО РАН, Сыктывкар, 2024

- Геологический музей имени А. А. Чернова — создан под руководством его ученика М. В. Фишмана в Сыктывкаре[6][7]
- Гряда Чернова — в Республике Коми[2][3]
- Улица Чернова — в городах Инта, Ухта и Воркута
- Черновит[кат.] — иттриевый минерал (1967)[8][9].

В Воркуте ему был поставлен памятник.
Учениками А. А. Чернова были:
- Меннер, Владимир Васильевич[11]
- Варсанофьева, Вера Александровна
- Сошкина, Елизавета Дмитриевна
- Добролюбова, Татьяна Алексеевна
- Шульга-Нестеренко, Мария Ивановна
- Раузер-Черноусова, Дагмара Максимилиановна
- Кузькокова, Нина Николаевна
- Фишман, Марк Вениаминович
- Першина, Александра Ивановна
- Елисеев, Александр Иванович
- Чалышев, Василий Иванович
- Калашников, Николай Власович.

В своих публикациях и воспоминаниях они оставили о нём память.